# Teateråret 1935

## Händelser

### Okänt datum
- Sören Aspelin blir chef för Arbisteatern i Norrköping

## Priser och utmärkelser
- Signe Hasso tilldelas Teaterförbundets De Wahl-stipendium

## Årets uppsättningar

### April
- 23 april - Eugene O'Neills pjäs Dagar utan mål med regi av Alf Sjöberg har premiär på Dramaten,

### Augusti
- 28 augusti - Eugene O'Neills pjäs Ljuva ungdomstid med regi av Rune Carlsten har premiär på Dramaten,

### Oktober
- 25 oktober - August Strindbergs skådespel Ett drömspel har premiär på Dramaten i Stockholm med bland andra Tora Teje och Lars Hanson i huvudrollerna [1].

### Okänt datum
- Birger Sjöbergs Kvartetten som sprängdes med Carl Barcklind i huvudrollen har premiär på Dramaten.
- Gideon Wahlbergs pjäs Pojkarna i 57:an uruppfördes på Tantolundens friluftsteater i Stockholm
- Herbert Grevenius radiopjäs Storm på kontor sänds i Sveriges Radio
- Kaj Munks pjäs Kærlighed uruppförs på Det Konglige Teater i Köpenhamn

## Födda
- 6 oktober – Helena Reuterblad, svensk skådespelare.